# Ramon Estevez
Ramón Luis Estevez (New York, 7 agosto 1963) è un attore e produttore televisivo statunitense.

## Biografia
Figlio di Martin Sheen e Janet Templeton, è nato a New York nel 1963. I suoi fratelli sono anche loro attivi nel mondo del cinema: Emilio Estevez, Charlie Sheen e Renée Estevez.
Debutta come attore nel 1982 nel film televisivo Incubo dietro le sbarre.
Dal 2012 al 2014 è produttore co-esecutivo della serie TV Anger Management.

## Filmografia parziale

### Attore
Cinema
- La zona morta (The Dead Zone), regia di David Cronenberg (1983)
- Due vite in una (That Was Then... This Is Now), regia di Christopher Cain (1985)
- Beverly Hills Brats, regia di Jim Sotos (1989)
- Uomini al passo (Cadence), regia di Martin Sheen (1990)
- Alligator II: The Mutation, regia di Jon Hess (1991)
- The Expert, regia di Rick Avery (1995)
- Shadow Program - Programma segreto (Shadow Conspiracy), regia di George P. Cosmatos (1997)

Televisione
- Incubo dietro le sbarre (In the Custody of Strangers) – film TV (1982)
- Zorro – serie TV, un episodio (1991)
- Grace and Frankie – serie TV, un episodio (2019)

### Produttore
- Anger Management – serie TV, 99 episodi (2012-2014) - produttore co-esecutivo
- Anna dai capelli rossi (L.M. Montgomery's Anne of Green Gables) – film TV (2016) - produttore esecutivo
- Anna dai capelli rossi - Promesse e giuramenti (L.M. Montgomery's Anne of Green Gables: The Good Stars) – film TV (2017) - produttore esecutivo
- Anna dai capelli rossi - In pace con il mondo (L.M. Montgomery's Anne of Green Gables: Fire & Dew) – film TV (2017) - produttore esecutivo